# قراجة (ميانة)
قراجة هي قرية في مقاطعة ميانة، إيران. يقدر عدد سكانها بـ 150 نسمة بحسب إحصاء 2016.